# Національний театр в Сомборі
Національний театр в Сомборі — театральний заклад у місті Сомбор, Сербія. 

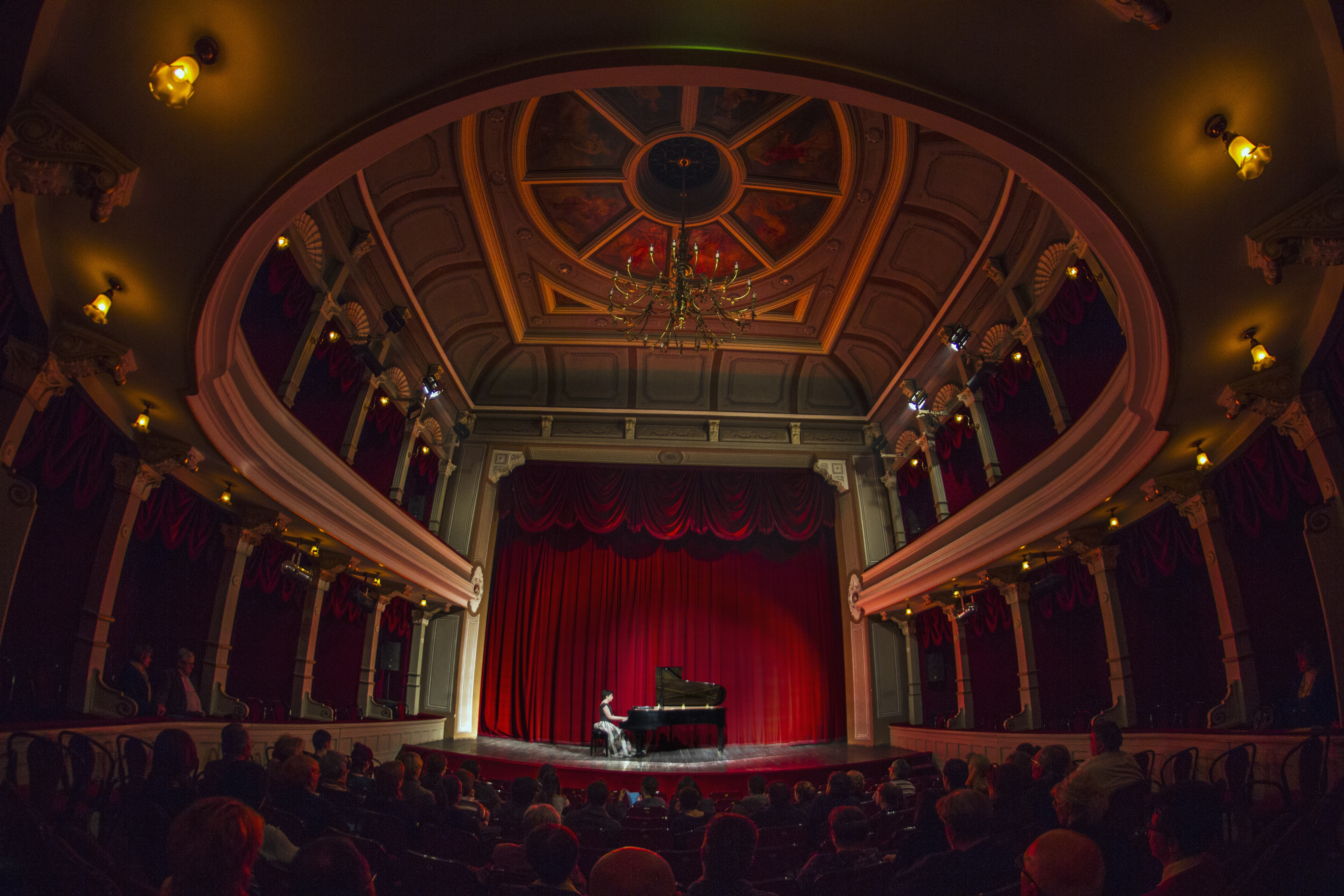
Глядацька зала театру

Вперше театр у цьому місті був заснований письменником Йованом Джорджевичем, котрий заснував тут Сербську театральну громаду у березні 1850. Діяльність Джорджевича з організації театру викликала потребу у відповідному приміщенні. У 1877 році в Сомборі було утворене акціонерне товариство із спорудження будівлі театру.  Товариство провело конкурс архітектурних проектів і визнало кращою пропозицію архітектора Адольфа Вайта, котрий спланував будову у стилі (нео)класицизму з еклектичними елементами.
Цей проект Вайта було реалізовано, будівництво завершилося 1882. Перша вистава у новому приміщенні була зіграна 25 листопада 1882. Від 1946 приміщення театру стало постійною сценою для професійного театрального колективу, а в 1952 р. театру присвоєно звання народного.
З нагоди сторіччя будівлі театру у 1982 її було реконструйовано та розширено.